# Oldřich Pošmurný
Oldřich Pošmurný (8. dubna 1942 Tábor – 2. května 2010) byl český grafik, typograf a výtvarník poštovních známek.

## Život
Studoval u Vladimíra Ringese, Františka Klikara a Vratislava Jana Žižky. Poté dělal výtvarného redaktora v nakladatelství Svoboda a od roku 1968 spolupracoval jako výtvarník s různými vydavatelstvími.

## Dílo
Byl autorem 694 obálek knih. Navrhl přes sto různých grafických symbolů nebo logotypů se zaměřením na podnikové značky, ochranné známky, společenské akce apod. Byl výtvarníkem poštovních známek a dopisnic.

## Posmrtné uznání
Ministerstvo průmyslu a obchodu České republiky vydalo dne 20. ledna 2017 poštovní známku s portrétem Oldřicha Pošmurného (katalogové číslo 913).